# Целевич-Стецюк Уляна
Уляна Целевич-Стецюк (до шлюбу Дида; нар. 1915, Чикаго — пом. 1981, там само) — українська політична та громадська діячка в діаспорі. Член Проводу ОУН та Президії Світового Українського Визвольного Фронту; співзасновниця і голова Об'єднання Жінок в Організації Чотирьох Свобід України (з 1967); діяльна в управах інших товариств.